# Dierdonk
Dierdonk is een Vinex-wijk aan de noordoostkant van Helmond. De buurtschap Kruisschot hoort ook tot de stadswijk Dierdonk.
Met de bouw van deze wijk werd in 1993 gestart. De opzet van de wijk is ruim en groen en met een dorps karakter. De huizen zijn gebouwd in een neoversie van de bouwstijlen uit de jaren 30 van de 20e eeuw. De wijk is opgezet in drie themadelen, Laanwonen, Waterwonen en Boswonen. Met de uitbreiding op de plaats van de voormalige manege werd de wijk in 2009 voltooid. In 2023 telde de woonwijk 4.815 bewoners. Ten zuiden van Dierdonk liggen de Bakelse bossen en de wijk Rijpelberg, ten westen de omleiding van de Zuid-Willemsvaart en ten noorden van de wijk begint het grondgebied van de gemeente Gemert-Bakel.